# Territorio del Litorale
Il territorio del Litorale (in russo Приморский край?, traslitterato Primorskij kraj) è una suddivisione di primo livello della Federazione Russa, appartenente al circondario federale dell'Estremo Oriente. Storicamente parte della Manciuria, il Territorio del Litorale venne ceduta all'Impero russo dalla Cina Qing nel 1860 come parte di una regione conosciuta come Manciuria Esterna, che forma la maggior parte del territorio dell'Oblast' del Litorale. 

## Storia
L'area fu colonizzata da diverse tribù tunguse e mongole, come i Sushen, i proto-mongoli Shiwei e i Mohe. Si dice che il popolo Udege si sia tradizionalmente stabilito nei territori lungo il fiume Bikin molto tempo fa, anche se è tuttavia possibile che sia di origine Jianzhou Jurchen.
Durante il regno Balhae, la maggior parte del krai era entro i confini delle province di Dingli, Anbian e Anyuan. Dopo che il regno di Balhae venne conquistato dai Khitani, il territorio divenne parte del Circuito Orientale della dinastia Liao e del Circuito Supin della dinastia Jīn. Passò poi sotto il dominio mongolo e manciù.
L'acquisizione della Siberia da parte della Russia zarista e la successiva espansione russa in Estremo Oriente portarono i russi in contatto diretto con la Cina. Il trattato di Nerčinsk del 1689 che delimitava i confini dei due stati diede tutte le terre che si trovano a sud dei Monti Stanovoj, compreso Primorje, all'Impero Qing. Tuttavia, con l'indebolimento dell'Impero Qing nella seconda metà del XIX secolo, la Russia iniziò la sua espansione nell'area. Nel 1858 furono fondate le città di Chabarovsk e Blagoveščensk. Nel 1858 Nikolaj Nikolaevič Murav'ëv-Amurskij firmò il trattato di Aigun con la Cina (che stabilì gran parte di quello che è ancora oggi il confine tra la Russia e la Cina e con il quale l'impero Russo ricevette oltre 600.000 chilometri quadrati dalla Cina, garantendo alla Russia un accesso all'Oceano Pacifico e modificava a favore della Russia il confine con la Cina che ora correva lungo il fiume Amur), seguito dalla convenzione di Pechino due anni dopo. Come risultato dei due trattati, il confine sino-russo si spostò a sud fino ai fiumi Amur e Ussuri, garantendo alla Russia il pieno controllo di Primorje.
Durante la guerra civile russa entrò a far parte della Repubblica dell'Estremo Oriente, per poi entrare nell'Unione Sovietica.
Il territorio del Litorale venne creato il 20 ottobre del 1938, con parte del territorio della oblast' del Litorale, un'unità amministrativa appartenente all'Impero russo che al tempo si estendeva su quasi tutta la zona dell'estremo oriente sotto il dominio imperiale comprendendo le attuali divisioni amministrative del territorio di Chabarovsk e della oblast' di Magadan.

## Geografia fisica
Il territorio del Litorale si estende nell'Estremo Oriente russo al confine con la Cina (Manciuria) e per un brevissimo tratto (poco meno di 20 km) con la Corea del Nord, affacciandosi con un lungo tratto di costa, a sud e ad est, sul mar del Giappone. A nord confina invece con il territorio di Chabarovsk (unico confine interno).

### Territorio e idrografia
Il territorio è prevalentemente montuoso; l'asse orografico è costituito dalla catena montuosa del Sichotė-Alin', che occupa l'intera sezione centrale e orientale del territorio. La catena digrada piuttosto bruscamente sulla costa orientale, mentre ad ovest, lungo il confine con la Cina, e a sudovest lascia spazio ad aree pianeggianti che ospitano la maggior parte della popolazione. La linea costiera è quasi completamente lineare, senza insenature o penisole di qualche rilievo, con l'eccezione, lungo la costa sudoccidentale, del vasto golfo di Pietro il Grande, nel quale si protende la penisola su cui sorge il capoluogo Vladivostok e la cui linea costiera, molto articolata, è orlata da numerosissime isole.
Il principale asse idrografico del territorio del Litorale è il fiume Ussuri (affluente di destra dell'Amur), che drena insieme ai suoi affluenti l'intero versante centrale e occidentale della catena montuosa del Sichotė-Alin'. L'Ussuri (lungo circa 900 km), insieme con i suoi affluenti (fra i maggiori sono la Arsen'evka, il Bikin e la Bol'šaja Ussurka), forma un'ampia pianura alluvionale lungo il confine occidentale del Territorio. Fra gli altri fiumi di una certa rilevanza, i maggiori sono Tumannaja, che segna parte del confine meridionale, Razdol'naja e Ilistaja; i fiumi del versante rivolto al mare del Giappone, a causa della vicinanza dello spartiacque alla costa, sono per la maggior parte brevi e con corsi piuttosto ripidi, per quanto piuttosto ricchi di acque. Fra i laghi, il maggiore è il lago Chanka (o Hanka), posto lungo il confine con la Cina e del quale appartiene alla Russia solo la parte meridionale.

### Clima e vegetazione
Il clima del territorio del Litorale ha marcate caratteristiche di continentalità, con fortissime variazioni di temperatura fra le stagioni estreme. Gli inverni sono molto rigidi considerata la latitudine (tra i 42° e i 48° N), influenzati in maniera preponderante dalle masse d'aria portate dall'anticiclone siberiano, mentre le estati sono temperate e umide, influenzate dal meccanismo monsonico che interessa l'intera Asia orientale (tanto che la zona viene colpita occasionalmente, verso la fine dell'estate, da tifoni). La zona interna, lungo l'Ussuri, ha clima più continentale con precipitazioni minori, mentre le regioni costiere hanno una maggiore marittimità con inverni meno rigidi ed estati fresche.
Nel capoluogo Vladivostok (nel sud) le temperature oscillano tra i circa −13 °C di gennaio e i 20 °C di agosto (quasi ovunque il mese più caldo); la città di Dal'nerečensk, situata nella pianura del fiume Ussuri, ha un clima più continentale, con inverni più rigidi analoghi a quelli della Manciuria cinese, medie di gennaio che scendono a −20 °C e medie di luglio di 21 °C; nell'insediamento di Ternej, posto lungo la costa del mare del Giappone, si registrano temperature medie che oscillano dai −13 °C di gennaio ai 18 °C di agosto. Gran parte del Territorio del Litorale, a differenza delle aree siberiane, è molto piovoso, con accumuli anche ingenti e marcata concentrazione delle piogge in estate.

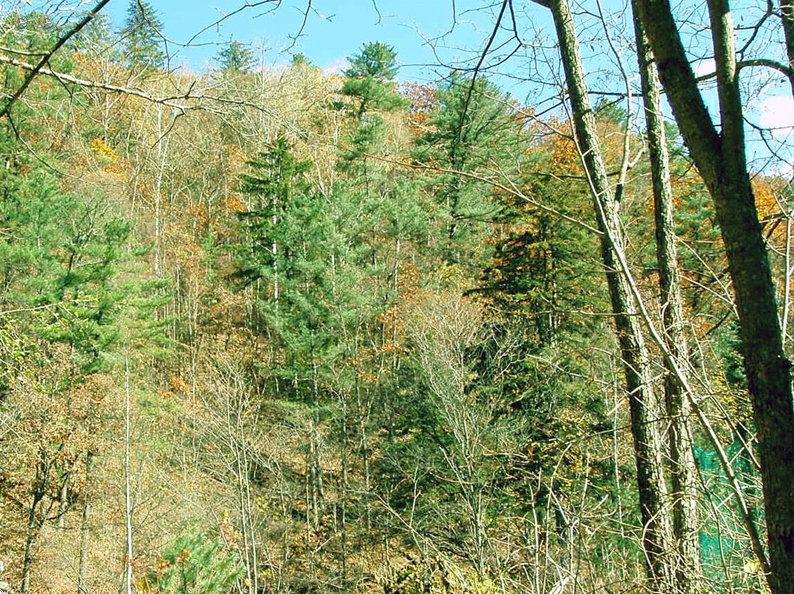
Foresta mista di latifoglie e conifere nei monti Sichotė-Alin'.

Il clima umido è all'origine dell'esteso manto forestale che copre quasi il 90% del territorio. Dal punto di vista ecosistemico, una zona di particolare valore ecologico è la catena dei Sichotė-Alin'; situata nella zona di confine fra la foresta temperata e la taiga (foresta boreale), vede l'incontro di specie animali all'apparenza esotiche (come la tigre siberiana) con specie di origine boreale, come la renna e l'orso bruno. Questa ricchezza floro-faunistica viene protetta in alcune riserve naturali, oltre che in una riserva della biosfera creata dall'UNESCO nella zona centrale della catena. Nella pianura dell'Ussuri, dal clima meno piovoso, compare anche la steppa alberata, similmente a quanto si osserva nella confinante pianura della Manciuria.

## Economia
Il sottosuolo è ricco di giacimenti di carbone, mentre la popolazione è dedita alla pesca, all'agricoltura (con le industrie derivate) e all'industria (meccaniche, cantieristiche, petrolchimiche e metallurgiche).

## Geografia antropica

### Suddivisioni amministrative

#### Rajon
Il Territorio del Litorale comprende 22 rajon (fra parentesi il capoluogo; sono indicati con un asterisco i capoluoghi non dipendenti dal rajon ma posti sotto la diretta giurisdizione del Territorio. Il numero a fianco indica il riferimento nella mappa):
- Anučinskij (Anučino) - 1
- Černigovskij (Černigovka) - 19
- Chankajskij (Kamen'-Rybolov) - 16
- Chasanskij (Slavjanka) - 17
- Chorol'skij (Chorol') - 18
- Čuguevskij (Čuguevka) - 20
- Dal'nerečenskij (Dal'nerečensk*) - 2
- Jakovlevskij (Jakovlevka) - 22
- Kavalerovskij (Kavalerovo) - 3
- Kirovskij (Kirovskij) - 4
- Krasnoarmejskij (Novopokrovka) - 5
- Lazovskij (Lazo) - 6
- Michajlovskij (Michajlovka) - 7
- Nadeždinskij (Vol'no-Nadeždinskoe) - 8
- Oktjabr'skij (Pokrovka) - 9
- Ol'ginskij (Ol'ga) - 10
- Partizanskij (Vladimiro-Aleksandrovskoe) - 11
- Pograničnyj (Pograničnyj) - 12
- Požarskij (Lučegorsk) - 13
- Škotovskij (Smoljaninovo) - 21
- Spasskij (Spassk-Dal'nij*) - 14
- Ternejskij (Ternej) - 15

#### Città

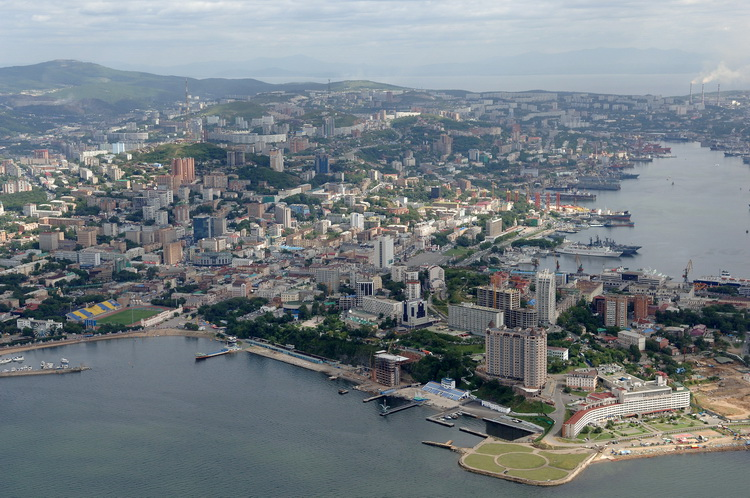
Vladivostok, capoluogo del Territorio.

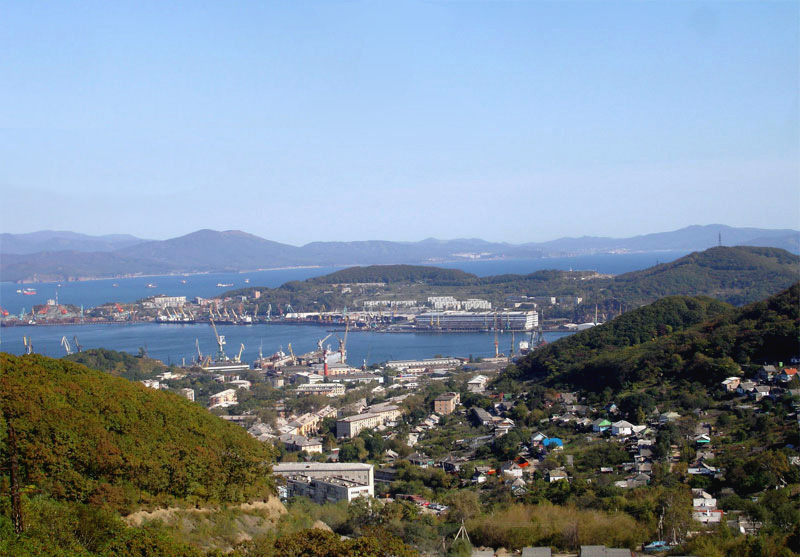
Nachodka, importante città portuale.

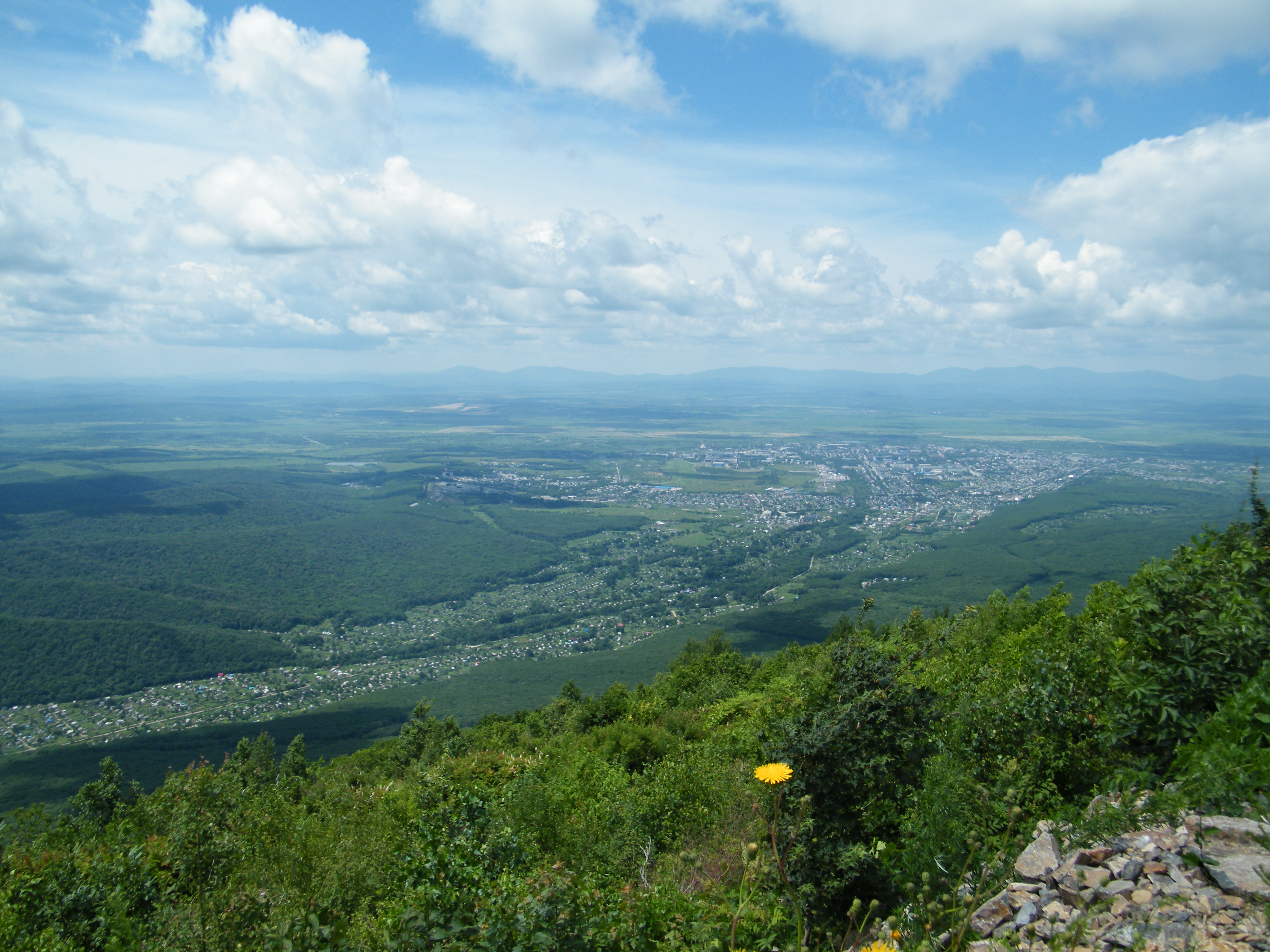
Arsen'ev.

I centri abitati del Territorio che hanno lo status di città (gorod) sono 12, tutte poste sotto la diretta giurisdizione del Territorio e che pertanto costituiscono una divisione amministrativa di secondo livello:
- Arsen'ev
- Artëm
- Bol'šoj Kamen'
- Dal'negorsk
- Dal'nerečensk
- Fokino

- Lesozavodsk
- Nachodka
- Partizansk
- Spassk-Dal'nij
- Ussurijsk
- Vladivostok

#### Insediamenti di tipo urbano
I centri urbani con status di insediamento di tipo urbano sono i seguenti:
- Chasan
- Chrustal'nyj
- Dunaj
- Gornorečenskij
- Gornye Ključi
- Jaroslavskij
- Kavalerovo
- Kirovskij
- Kraskino
- Lipovcy

- Lučegorsk
- Novošachtinskij
- Ol'ga
- Plastun
- Pograničnyj
- Pos'et
- Preobraženie
- Primorskij
- Putjatin

- Sibircevo
- Škotovo
- Slavjanka
- Smoljaninovo
- Svetlaja
- Ternej
- Vostok
- Vysokogorsk
- Zarubino